# Pinit Koeykorpkeo
Pinit Koeykorpkeo (nascido em 5 de dezembro de 1951) é um ex-ciclista tailandês. Representou sua nação nos Jogos Olímpicos de Verão de 1972.